# Edward Littleton, 1:e baron Hatherton
Edward John Littleton, 1:e baron Hatherton, född den 18 mars 1791, död den 4 maj 1863, var en brittisk politiker.
Littleton utbildades vid Brasenose College och var ledamot av det brittiska parlament.